# Balduin Thieme
Balduin Thieme (Pseudonym Peter Uhu, * 8. September 1910 in Dresden; † 12. Dezember 1996 ebenda) war ein deutscher Dichter und Schriftsteller.

## Leben
Geboren in Dresden-Übigau, studierte Balduin Thieme Philosophie, Germanistik und Volkskunde in Dresden, Wien und Leipzig. Zum 1. Mai 1937 trat er der NSDAP bei. Seine Abschlussarbeit über die Volksbräuche der Wenden/Sorben wurde aus ideologischen Gründen nicht angenommen und ist beim Brand Dresdens 1945 vernichtet worden.
Die erste Anstellung fand er 1937 beim Rundfunk, Sender Dresden, für den er auch nach seinem Kriegsdienst ab 1945 wieder arbeitete.
Etwa seit 1950 veröffentlichte er auch unter dem Pseudonym „Peter Uhu“. Von 1953 bis 1970 arbeitete er als Kulturredakteur beim Sächsischen Tageblatt in Dresden. Ab 1971 war er freiberuflich als Schriftsteller tätig.
Seit 1952 lebte er in Dresden-Dölzschen und fand 1996 auf dem Friedhof Dölzschen seine letzte Ruhestätte.

## Auszeichnungen
- 1965: Johannes-R.-Becher-Medaille in Bronze
- 1967: Ehrennadel für Verdienste im künstlerischen Volksschaffen
- 1981: Johannes-R.-Becher-Medaille in Gold

## Veröffentlichungen
Bekannt wurde Balduin Thieme vor allem durch seine Rezensionen in Dresdner Tageszeitungen und seine langjährige Gedichtreihe „Zum Wochenende Peter Uhu“.

### Kinderbücher
- 1955 Hilf mit! mit Bildern von Hanna Roth-Schaberschul 1955 Postreiter-Verlag Halle/Saale
- 1955 Bei uns! mit Bildern von Hanna Roth-Schaberschul 1955 Postreiter-Verlag Halle/Saale
- 1959 Verkehrsbilderbuch Komm fahr mit! (mit Bildern von Heinz Schietzelt), Postreiter-Verlag Halle/Saale
- 1960 Die Uhr (mit Bildern von Günter Schmitz), Postreiter-Verlag Halle/Saale
- 1961 Drei um die Welt (mit Zeichnungen von E. Rusznyak), Postreiter-Verlag Halle/Saale und Corvina-Verlag Budapest

### Lyrik
- 1964 Der Mensch erlebt sein blaues Wunder (Illustrationen Barbara Grahl), Buchverlag Der Morgen
- 1966 Mit roter Tinte an den Rand geschrieben (Illustrationen Barbara Grahl), Buchverlag Der Morgen
- 1979 Der Auftrag in Chansons, Songs, Lieder von Interpreten der DDR, VEB Lied der Zeit Musikverlag Berlin
- 2010 Zwischen Tag und Traum / Vollkommen unvollkommen zweiteiliges Buch mit Gedichten von Balduin Thieme bzw. Peter Uhu aus dem Nachlass, Edition Peter Uhu Dresden-Dölzschen[2]